# Бувашев, Санчур Санджиевич
Санчур Санджиевич Бувашев (1 апреля 1930, Малые Дербеты, Калмыцкая АССР — 30 марта 2000, Крепинский, Волгоградская область) — старший чабан совхоза «Крепь» Калачёвского района Волгоградской области. Герой Социалистического Труда (1966).

## Биография
Родился в 1930 году в селе Малые Дербеты в семье потомственного животновода и бывшего красного конника, служившего в составе первого кавалерийского полка под командованием Василия Хомутникова. В декабре 1943 года во время операции «Улусы» вместе с родителями депортирован в Сибирь.
В 1956 году возвратился из депортации и поселился вместе с женой в посёлке Крепинский Сталинградской области. Трудился чабаном, старшим чабаном в овцеводческом совхозе «Крепь» Калачёвского района. Был одним из инициаторов замены совхозного поголовья грубошёрстной малопродуктивной овцы на более высокопродуктивную породу меринос. Освоил новые метод искусственного осеменения и добился высокого качества поголовья закреплённой за ним отары. Вместе с другими чабанами создал племенной фонд, в результате чего совхоз «Крепь» стал поставщиком племенных мериносов. Добился высоких результатов в своей работе. Средний вес барана в его отаре составлял 132 килограмма и средний вес настрига — в среднем около 15 килограмм с каждой овцы. В конце 1950-х годов стал лучшим чабаном Волгоградской области.
Во время Семилетки (1959—1965) бригада Санчура Бувашева ежегодно выращивала в среднем по 125 ягнят от каждой сотни овцематок и получала в среднем по 8 килограмм шерсти с каждой овцы. Указом Президиума Верховного Совета СССР от 22 марта 1966 года «за достигнутые успехи в развитии животноводства, увеличении производства и заготовок мяса, молока, яиц, шерсти и другой продукции» удостоен звания Героя Социалистического Труда с вручением ордена Ленина и золотой медали «Серп и Молот».
Дважды участвовал во Всесоюзной выставке ВДНХ, где получил золотую и серебряную медали.
В 1975 году за высокие получение в среднем от каждой сотни овцематок по 113 ягнят и настрига в среднем по 9,8 килограмм шерсти с каждой овцы удостоился приза «Золотое руно». В 1976 году за выдающиеся трудовые показатели был награждён вторым Орденом Ленина.
После выхода на пенсию проживал в посёлке Крепинский. Скончался в 2000 году.

## Награды
- Герой Социалистического Труда;
- Орден Ленина — дважды (1966; 23 декабря 1976);
- Орден Октябрьской Революции (6 сентября 1973);
- Орден Трудового Красного Знамени (8 апреля 1971);
- Золотая медаль ВДНХ СССР (31 мая 1983;
- Серебряная медаль ВДНХ СССР (17 июля 1975).